# David Klingler
David Ryan Klingler (Houston, 17 febbraio 1969) è un ex giocatore di football americano statunitense che ha giocato nel ruolo di quarterback nella National Football League (NFL).

## Biografia
Dopo avere giocato al college a football all'Università di Houston, Klinger fu scelto come sesto assoluto nel Draft NFL 1992 dai Cincinnati Bengals. Vi giocò fino al 1995, partendo come titolare nel 1993 e 1994, prima di perdere il posto in favore di Jeff Blake. In seguito passò due stagioni come riserva con gli Oakland Raiders. Nel 1998 firmò con i Green Bay Packers per essere la riserva di Brett Favre, ma fu svincolato senza mai scendere in campo.
Il rendimento di Klingler non fu più lo stesso dopo un'operazione chirurgica alla spalla dopo la stagione 1994. Prima dell'operazione poteva lanciare un pallone fino alla distanza di 85 yard, in seguito, faticò a lanciarlo oltre le 35. Nel 2008, ESPN lo ha nominato la 17ª peggiore scelta nel draft di tutti i tempi.

## Palmarès
- PFWA All-Rookie Team - 1992
- Sammy Baugh Trophy - 1990

## Statistiche
| Yard passate  | 3.994 |
| Touchdown     | 16    |
| Intercetti    | 22    |
| Passer rating | 65,1  |